# ガーダントヘルス
ガーダントヘルス（英: Guardant Health Inc.）は、アメリカ合衆国カリフォルニア州レッドウッドシティに拠点をおくスタートアップ企業。

## 概要
ヘルミー・エルトーキーとアミールアリ・ハジホセイン・タラサズにより創業され、世界で初めて総合リキッドバイオプシー（液体生検）を発売。
エルトーキーCEOは「人の体や病気は複雑で理解するにはデータが足りない。簡単な検査でいつでもデータにアクセスできればゲームチェンジャーになれる」とコメントしており5年以内にがん患者100万人以上の腫瘍遺伝子を解析する計画を表明。ビッグデータを用いることでがん治療の進歩が促進され、早期がん発見に向けた血液検査の開発が加速するとしている。
国内において癌ゲノム診断は自由診療扱いで1回あたり数十万円～百万円程度の自己負担がかかるため技術の進展による費用低減が期待されている。
この血液検査の有望性には国も着目しており、17年12月よりがん遺伝子検査プロジェクト「SCRUM-Japan」でガーダントと共同で血液検査の精度が検証されている。結果次第で保険適用の対象となる見通し。 

## ガーダント360
小さい試験管2本分（20 mL）の血液サンプルを用いて、73のがんに関連する遺伝子を網羅的に調べる遺伝子検査法「Guardant360」を提供している。これは血液中に含まれる腫瘍片の遊離DNA（cfDNA）を取り出し、腫瘍のゲノムを解析して、乳、肺、皮膚、前立腺のがんに対応する正しい治療法を探す。
従来のがんの生体組織診断(生検)は内視鏡や針などを使って生体を傷つけ腫瘍組織を採取していたため患者の負担が大きく繰り返し行うことが難しかったが、この非侵襲的検査法では血液サンプルを採取する程度の負担で済むため繰り返し行いやすいとされている。その他、麻酔リスクや採取ミスによる不検出もなく、検査にコストも時間もかからないといったメリットもある。ただし現時点においてこの検査方法はあくまでも相補的な役割であり、従来の方法に取って換わるものではないと考えられている。

## 沿革
- 2012年 - Guardant Health創業
- 2014年2月11日 - Guardant360を発表[10]
- 2014年4月22日 - シリーズBでKhosla Ventures、Sequoia Capitalより3,000万ドルを調達[11]
- 2014年5月30日 - アメリカ合衆国でサービス開始[12]
- 2015年2月3日 - シリーズCでLightspeed Venture Partners、Formation8、Khosla Ventures、Sequoia Capitalより5,000万ドルを調達[8]
- 2015年8月19日 - がんデータ解析ソフトを手がけるFlatiron Health社と提携[13]
- 2016年1月7日 - シリーズDでOrbiMed、Khosla Ventures、Sequoia Capital、Lightspeed Venture Partners、Pejman Mar、Formation8、Heritage Groupより1億ドル調達[14]
- 2017年5月11日 - シリーズEでソフトバンクグループ、Khosla Ventures、Sequoia Capitalより3億6,000万ドル調達[15]
- 2017年8月28日 - 日本国内で初めて東京医科歯科大学医学部附属病院が「Guardant360」を含んだ医師主導臨床試験「PROFILE試験」を開始[16]
- 2017年12月 - 国立がん研究センターが肺がん遺伝子スクリーニングネットワーク「LC-SCRUM-Japan」でGuardant360を用いた研究を開始[17]
- 2018年10月4日 - NASDAQに上場[18]